# Empirestijl

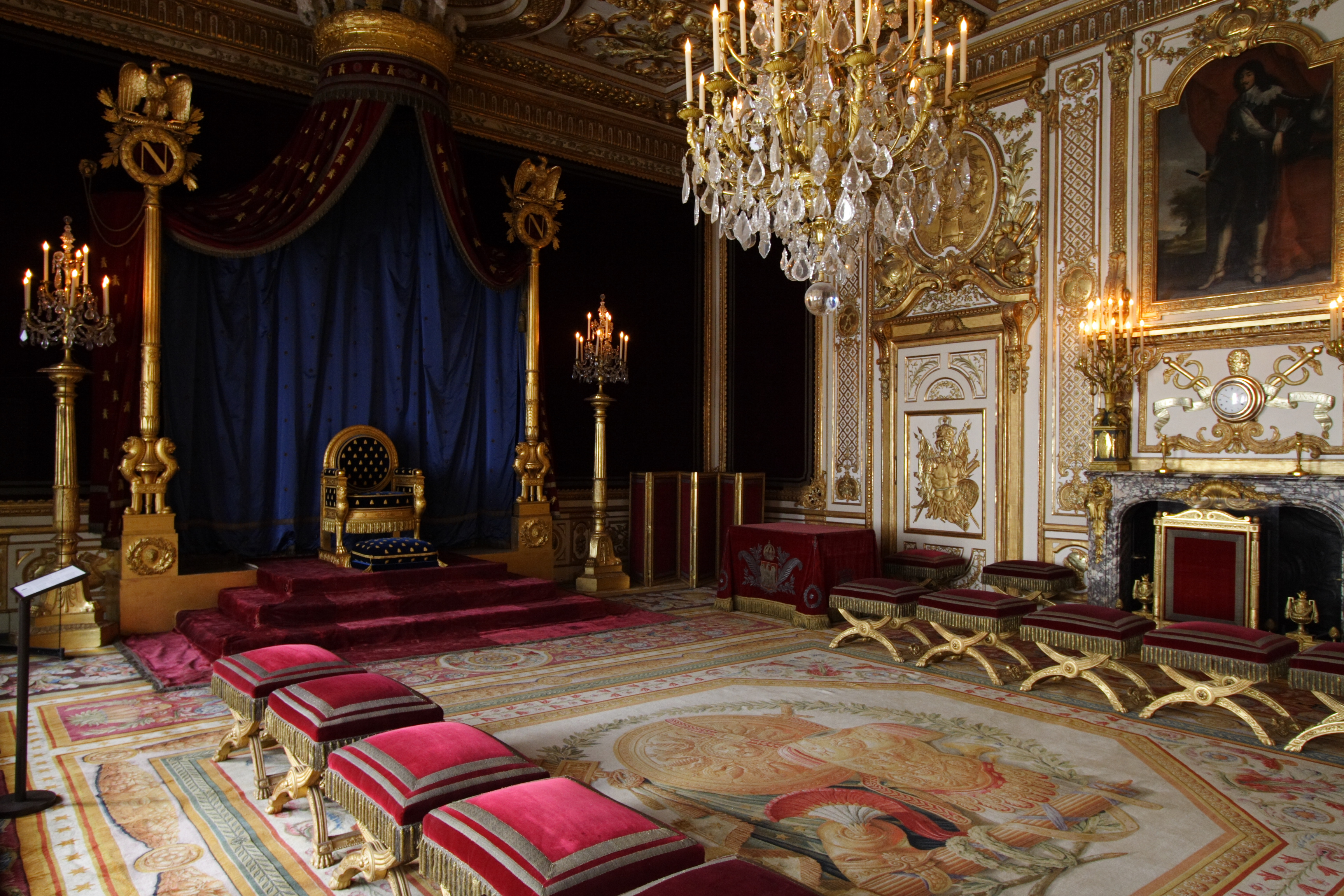
Troon van Napoleon in empirestijl

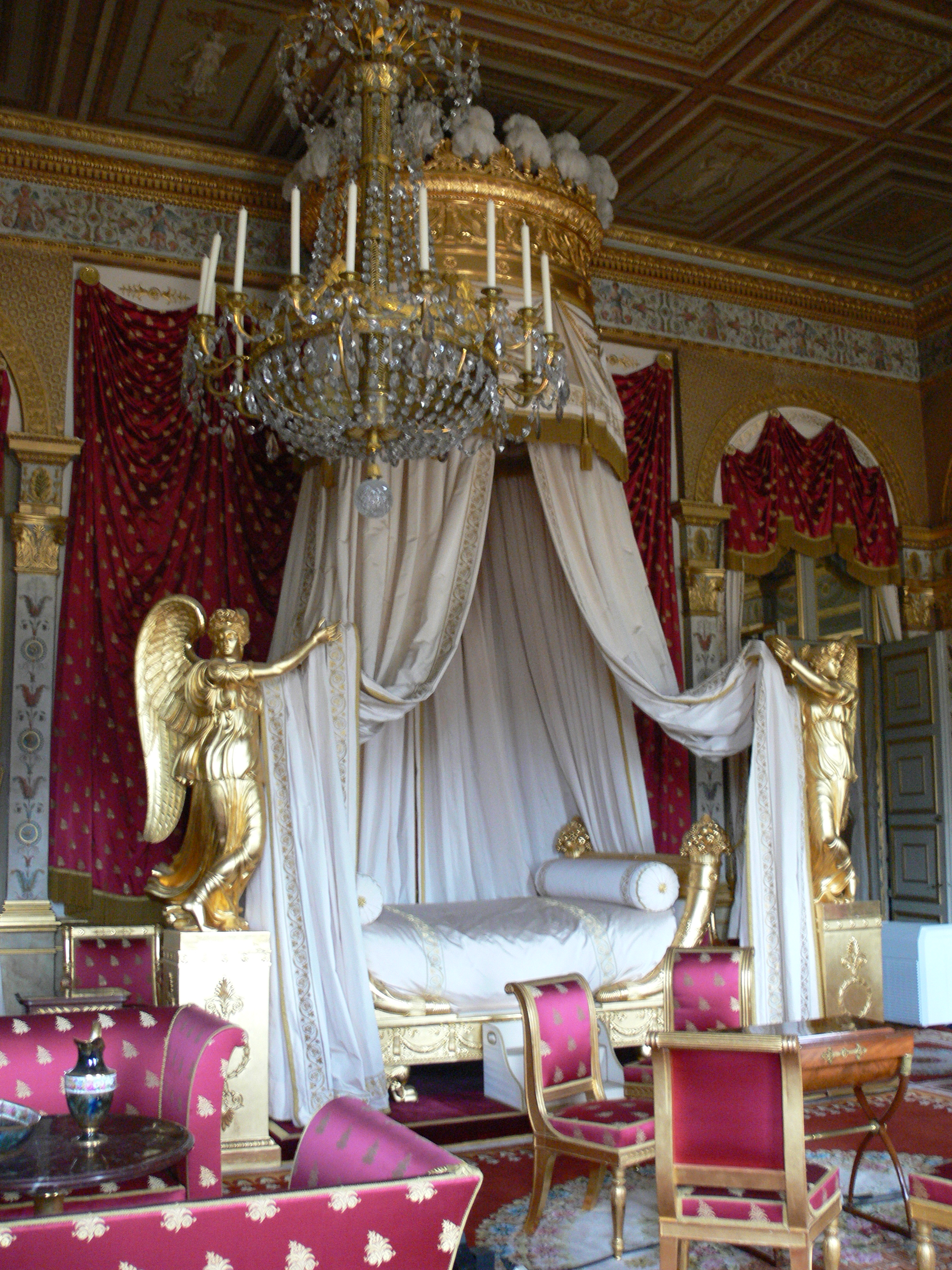
Hemelbed, kasteel van Compiègne

Empire (/ã-pir/) is de naam voor een Franse neoclassicistische kunststroming en bouw- en interieurstijl uit het begin van de 19e eeuw.

## Geschiedenis
De empirestijl is oorspronkelijk een zuiver Franse stijl die in Parijs is ontstaan. De stijl bloeide na de Franse Revolutie: Frankrijk likte zijn wonden en Parijs kende een langzame herstelperiode. In een woelig politiek milieu wist Napoleon Bonaparte het tot staatshoofd van Frankrijk te schoppen; hij werd de eerste keizer der Fransen. Hij probeerde opnieuw een groot keizerrijk te veroveren zoals Julius Caesar dat hem voordeed.
Napoleon won de ene na de andere veldslag en kende een grote populariteit. Hij bouwde een imago op van veldheer, en liet zich omringen met kostbaarheden in een nieuwe stijl, het empire. De stijl is dus genoemd naar het keizerrijk. De keizer hielp mee de stijl te ontwikkelen en informeerde geregeld naar de productie van meubilair en kunst. Hij overlaadde de oude manufacturen met bestellingen voor stoffen en meubilair, waarvan de productie werd toevertrouwd aan François-Honoré-Georges Jacob-Desmalter.
In deze periode kende Lyon een grote groei in zijdeweefkunst; sommige van deze fabrikanten vervaardigen nog steeds stoffen. Empire is duidelijk in de eerste plaats een formele interieurstijl, geliefd bij de Franse burgerij en adel. Napoleon gaf zijn hofhouding de opdracht om alle Franse kastelen en paleizen aan te kleden in deze moderne stijl.

## Stijlkenmerken
Napoleon was een bewonderaar van de Egyptische cultuur, vandaar dat in de empirestijl elementen en patronen uit de oud-Egyptische en Romeinse bouwkunst werden toegepast. Hij deed inspiratie op tijdens zijn veldslagen en roofde vele kunstschatten uit het land om ze naar Parijs te brengen.
De stijl is verwant aan de classicistische Lodewijk XVI-stijl. Typerend zijn het gebruik van verguldingen, militaria, sfinxen, palmetten en felle, rijke pastelkleuren. Napoleon liet overal waar hij kwam de lokale burgerij kennismaken met zijn empirestijl. Zodoende kende de stijl een korte maar heftige bloeiperiode in Europa. Als reactie op het empire ontstonden later in de 19e eeuw de neogotiek en het biedermeier.
In de bouwkunst zijn vooral de gevel en raamopeningen kenmerkend.

## Collecties

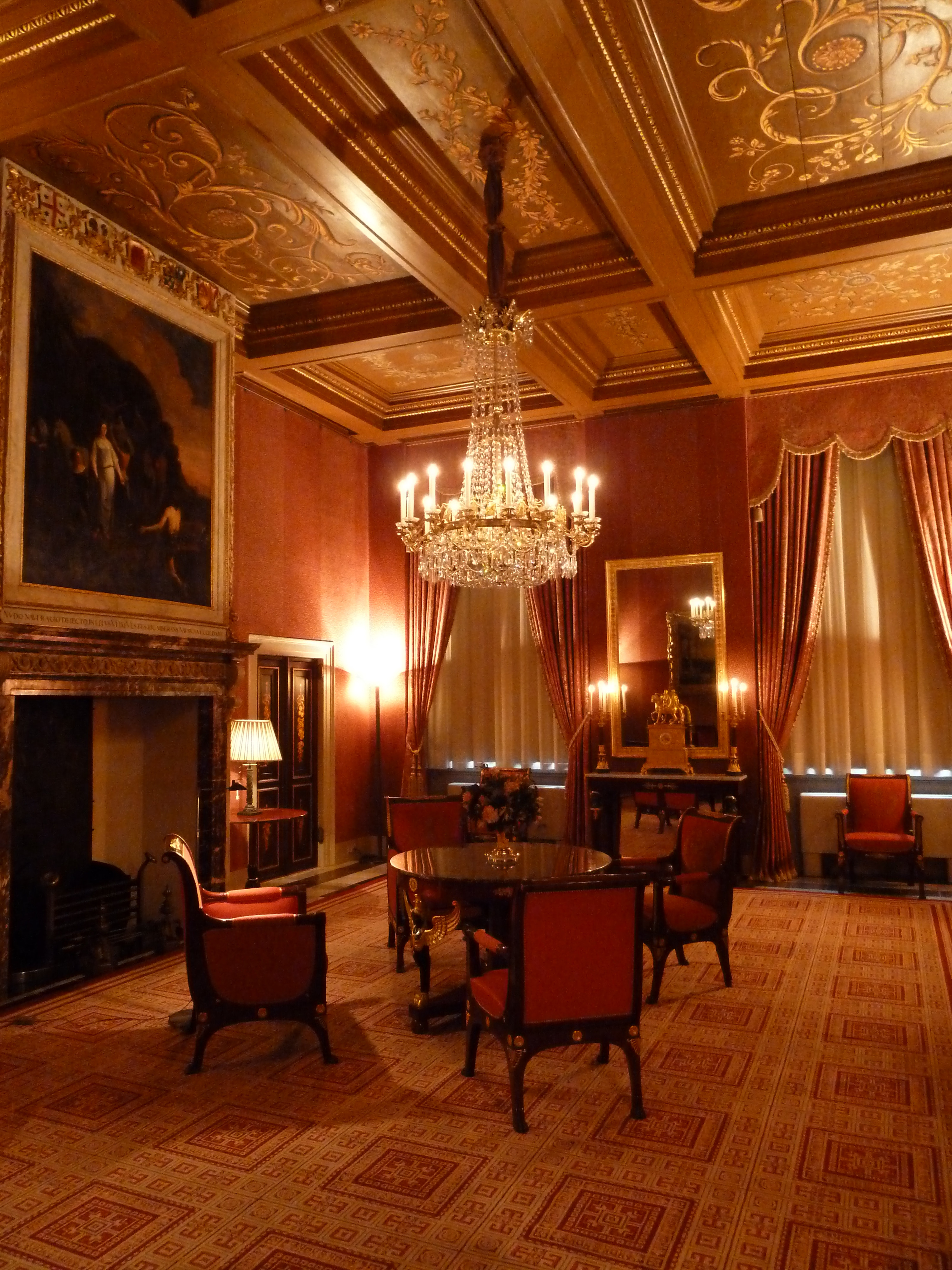
Empire-inrichting in het Paleis op de Dam

In Europa zijn er verschillende historische verzamelingen van empiremeubels bewaard:
- verscheidene zalen in het Kasteel van Fontainebleau
- verscheidene zalen in het Kasteel van Versailles
- verscheidene meubels in het Kasteel van Laken
- In het Koninklijk Paleis te Amsterdam bevindt zich een complete collectie empire-meubels uit de tijd van Lodewijk Napoleon, de grootste collectie buiten Frankrijk.
- In het Witte Huis bevinden zich ook enkele empire-meubels